# Ачароли (Салерно)
Ачароли (итал. Acciaroli) је насеље у Италији у округу Салерно, региону Кампанија.
Према процени из 2011. у насељу је живело 663 становника. Насеље се налази на надморској висини од 11 м.